# Arne Gericke
Arne Gericke (* 19. November 1964 in Hamburg) ist ein deutscher Politiker (Bündnis C, zuvor Familie, Freie Wähler). Er war von 2014 bis 2019 Mitglied des Europäischen Parlaments. Von 2006 bis 2010 und erneut seit dem 20. November 2016 bis zu seinem Parteiaustritt am 9. Mai 2017 war er Bundesvorsitzender der Familien-Partei Deutschlands. Nachdem er vorübergehend den Freien Wählern angehört hatte, trat er in die Partei Bündnis C ein. Auf europäischer Ebene ist er Mitglied der Europäischen Christlichen Politischen Bewegung (ECPM). Im Europäischen Parlament gehörte er der Fraktion Europäische Konservative und Reformer (EKR) an.

## Leben
Gericke wurde in Hamburg geboren, wuchs jedoch in Papua-Neuguinea auf. 1979 kehrte er nach Deutschland zurück und absolvierte eine Berufsausbildung zum Groß- und Außenhandelskaufmann. Anfang der 1990er Jahre baute er in Tschechien ein Getränkehandelsunternehmen auf. 1994 wurde er in Gnoien Heimleiter eines Seniorenzentrums.
Gericke ist verheiratet und hat vier eigene Kinder und zusätzlich drei Pflegekinder. Um sich besser um die Kinder kümmern zu können, gab er 2004 seinen Beruf als Heimleiter auf und machte sich als Trauerredner und Seelsorger selbständig. 2012 erhielt er vom Bäckereiunternehmen Mestemacher den Mestemacher-Preis Spitzenvater des Jahres.

## Politik

### Von 2005 bis 2014
Arne Gericke trat 2005 der Familien-Partei Deutschlands bei. 2006 gründete sich ein Landesverband Mecklenburg-Vorpommern, dessen Vorsitzender Gericke bis 2014 war. Bei der Landtagswahl in Mecklenburg-Vorpommern im September 2006 war Arne Gericke Spitzenkandidat der Familien-Partei. Im November 2006 wurde er als Nachfolger von Franz-Josef Breyer zu ihrem Bundesvorsitzenden gewählt und 2008 in diesem Amt bestätigt. Bei der Europawahl 2009 stand er auf Platz 1 der deutschlandweiten Liste. Beim Bundesparteitag der Familien-Partei am 13. November 2010 kandidierte er nicht mehr für den Parteivorsitz. Nachfolger in seinem Amt wurde Erhard Lahni. Bei der Landtagswahl in Mecklenburg-Vorpommern 2011 war er erneut Spitzenkandidat seiner Partei und scheiterte mit seiner Kandidatur im Landtagswahlkreis Rostock I mit 3,8 % der Erststimmen. Auf dem Bundesparteitag am 23. und 24. November 2013 wurde er von den Mitgliedern zum ersten stellvertretenden Bundesvorsitzenden gewählt.

### 2014–2019: Europaabgeordneter
Bei der Europawahl 2014 in Deutschland war Arne Gericke wiederum Spitzenkandidat der Familien-Partei Deutschlands und wurde über die Bundesliste der Partei zum Mitglied des Europäischen Parlaments gewählt. Dort war er Mitglied der Fraktion Europäische Konservative und Reformisten sowie des Ausschusses für Beschäftigung und soziale Angelegenheiten, der Delegation in der Paritätischen Parlamentarischen Versammlung AKP-EU (seit dem 14. Juli 2014), des Ausschusses für die Rechte der Frau und die Gleichstellung der Geschlechter (seit dem 19. Januar 2017, zuvor war er Stellvertreter) und des Ausschusses für Umweltfragen, öffentliche Gesundheit und Lebensmittelsicherheit (seit dem 14. Februar 2017). Weiterhin war er stellvertretendes Mitglied in der Delegation für die Beziehungen zu Australien und Neuseeland (seit dem 19. November 2014). Vom 19. Januar 2017 bis einschließlich des 13. Februar 2017 war er Mitglied des Unterausschusses für Menschenrechte (zuvor war er Stellvertreter), von 15. September bis 18. November 2014 der Delegation für die Beziehungen zu den Ländern Südostasiens und der Vereinigung südostasiatischer Staaten (ASEAN). In seiner Fraktion bekleidete er zudem die Ämter des Sozial- und Mittelstandsexperten, des Kommunalexperten sowie des Dialogpartners zu Kirchen und kirchlichen Verbänden. Gericke brachte seitdem auch einige Initiativen auf dem Weg, wie z. B. „Stillender Stern“, welche stillenden Müttern und ihren Säuglingen europaweit den Weg zu „stillfreundlichen Orten“ weisen soll. Gericke ist Präsident der Arbeitsgruppe Demographie, Familie und intergenerationeller Dialog sowie Gründer und Vorsitzender des interinstitutionellen Netzwerks „European Friends of Family“.
Im März 2016 beantragte Gericke beim Vorstand der EKR-Fraktion, der er angehörte, den Ausschluss der beiden AfD-Abgeordneten Marcus Pretzell und Beatrix von Storch, der dann im April erfolgte. Auf dem Bundesparteitag im November 2016 wurde Arne Gericke zum neuen Bundesvorsitzenden gewählt und übernahm das Amt von Roland Körner, der nicht mehr kandidierte.
Am 9. Mai 2017 gab Arne Gericke öffentlich bekannt, dass er mit sofortiger Wirkung aus der Familien-Partei Deutschlands aus- und in die Partei Freie Wähler eintrete. Seinen Austritt habe er der Parteispitze am davorliegenden Wochenende telefonisch mitgeteilt.
Seit Herbst 2018 ist er Mitglied bei Bündnis C. Mit dieser Partei trat er zur Europawahl 2019 als Spitzenkandidat an, verpasste mit 0,2 % der Stimmen aber den erneuten Einzug ins Parlament.